# André Gonçalves Caetano
André Gonçalves Caetano (* 23. Januar 1992) ist ein ehemaliger Schweizer Fussball-Profi. Er spielt seit Juli 2019 für den FC Linth 04 und kehrt damit in seinen Heimat-Kanton (Glarus) zurück.

## Karriere
Gonçalves begann seine Karriere 1999 als F-Junior beim FC Glarus. 2005 wechselte er für ein Jahr zum FC Rapperswil-Jona, dort spielte er in der U15-Mannschaft. Im Jahr 2006 wechselte er erneut den Verein, nun gehörte er zur Junioren-Abteilung des FC Zürich. Beim FC Zürich durchlief Gonçalves die restlichen Junioren-Stufen bis zu U21, mit der er schlussendlich zwei Saisons als Stammspieler 1. Liga spielte.
Im Sommer 2010 wurde er vom FC Zürich an den FC Aarau ausgeliehen, der in die Challenge League abgestiegen ist. Beim FC Aarau kam er in der Saison 2010/11 auf 30 Spiele.
Ab der U16 gehörte Gonçalves der Schweizer Fussball-Junioren-Nationalmannschaft an, mit der er in sämtlichen Stufen zum Kader gehörte.
Höhepunkt seiner Nationalmannschafts-Karriere war der U17-Weltmeister-Titel 2009 in Nigeria. Gonçalves kam in sämtlichen Spielen zum Einsatz. 
In der Saison 2012/2013 spielte er ein Spiel in der NLA, als er für 16 Spielminuten eingewechselt wurde.

## Nationalmannschaft
- Schweiz U16:  8 Spiele / 0 Tore
- Schweiz U17: 13 Spiele / 3 Tore (U17-Weltmeister 2009)
- Schweiz U18: 13 Spiele / 1 Tor
- Schweiz U19: 11 Spiele / 0 Tore